# گردن آویز صلیب

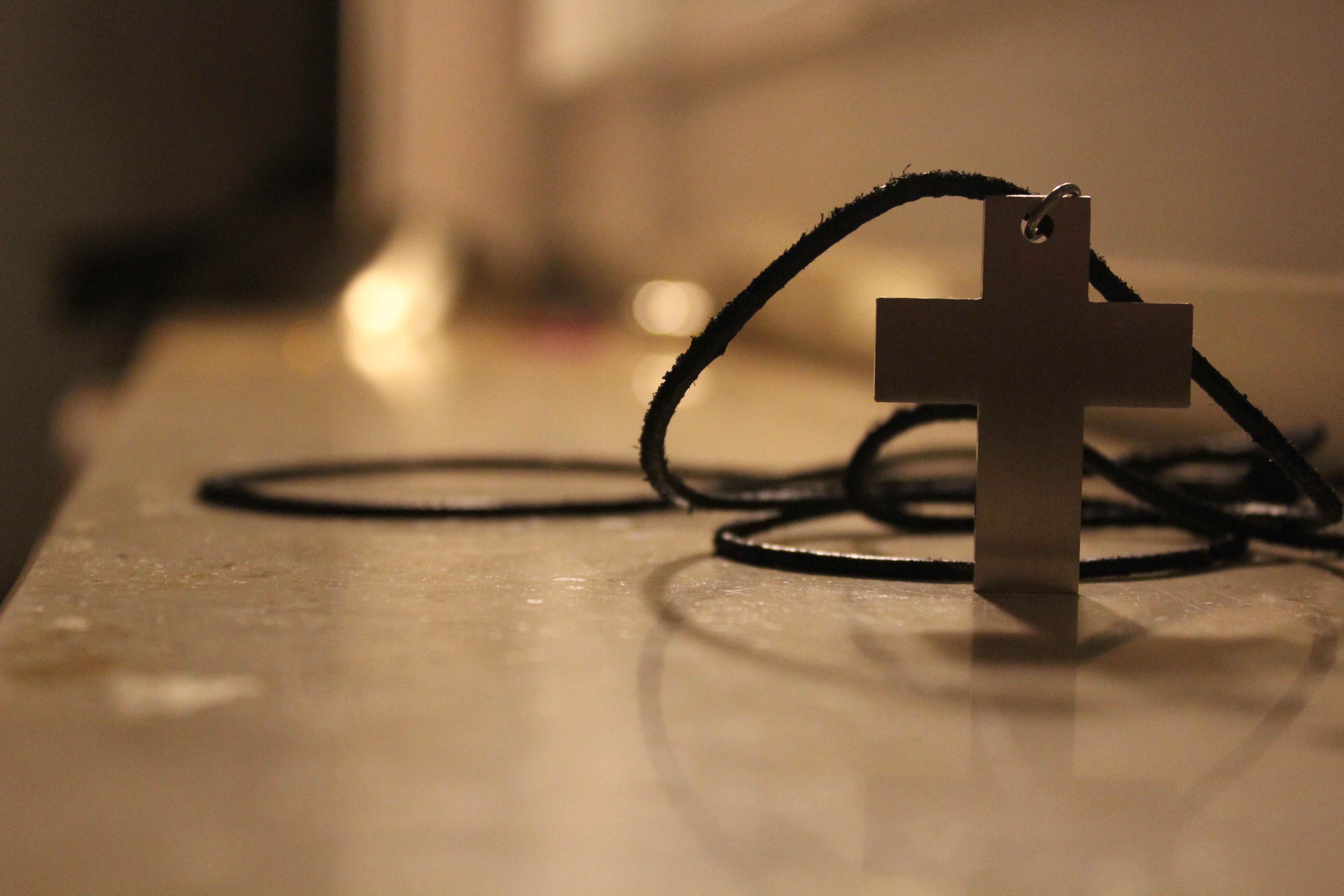
گردنبند صلیب ساخته شده از استیل

گردن آویز صلیب هر گردنبندی است که دارای یک صلیب یا صلیب مسیحی باشد.
صلیب‌ها اغلب به عنوان نشانه ای از تعهد به ایمان مسیحی استفاده می‌شوند. همچنین گاهی اوقات به عنوان هدیه برای مراسمی مانند غسل تعمید و تأیید دریافت می‌شوند. از اعضای کلیسای ارتدکس مشرقی و شرقی انتظار می‌رود که آویز صلیب غسل تعمید خود را همیشه ببندند. این رویه برگرفته از قانون ۷۳ و قانون ۸۲ شورای جهانی ششم (سینود) قسطنطنیه است.
برخی معتقدند که پوشیدن صلیب ابزاری جهت صیانت از مسیحیان در برابر اعمال شیطانی است. در حالی که برخی دیگر، مسیحی و غیر مسیحی، از گردنبندهای صلیب به عنوان لوازم جانبی مد استفاده می‌کنند.
«در قرون اول عصر مسیحیت، صلیب نماد مخفیانه ای بود که توسط نوکیشان دین استفاده می‌شد.» بسیاری از اسقف‌های مسیحی از فرقه‌های مختلف، مانند کلیسای ارتدکس، صلیب سینه‌ای را به نشانه نظم خود می‌بندند.
در برخی از کشورها، مانند جمهوری سوسیالیستی خلق آلبانی، پوشیدن گردنبند صلیب از نظر تاریخی ممنوع بود.
برخی فرقه‌ها، مانند شاهدان یهوه، بر این باورند که پوشیدن صلیب توسط احکامی علیه بت‌پرستی ممنوع است.

## نگارخانه

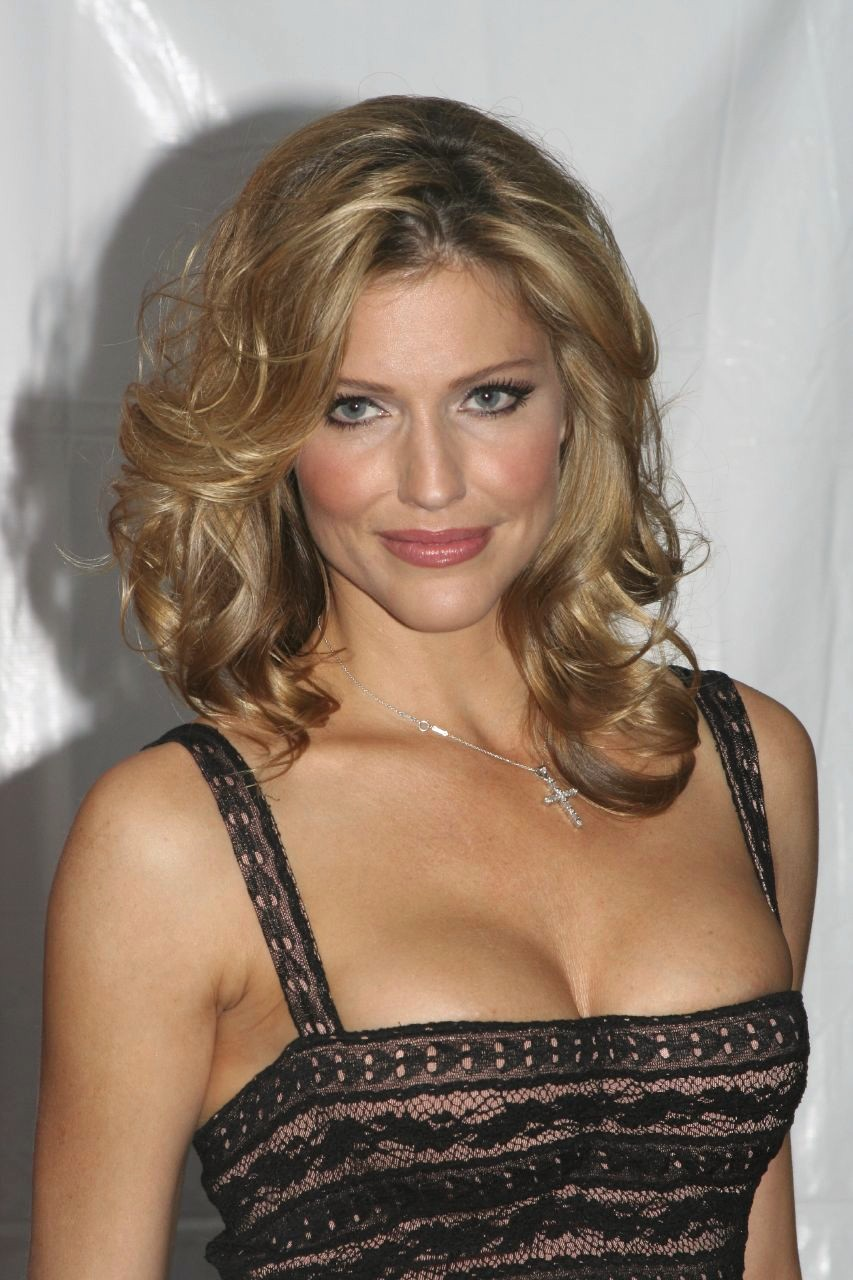
تریشا هلفر با گردن آویز صلیب
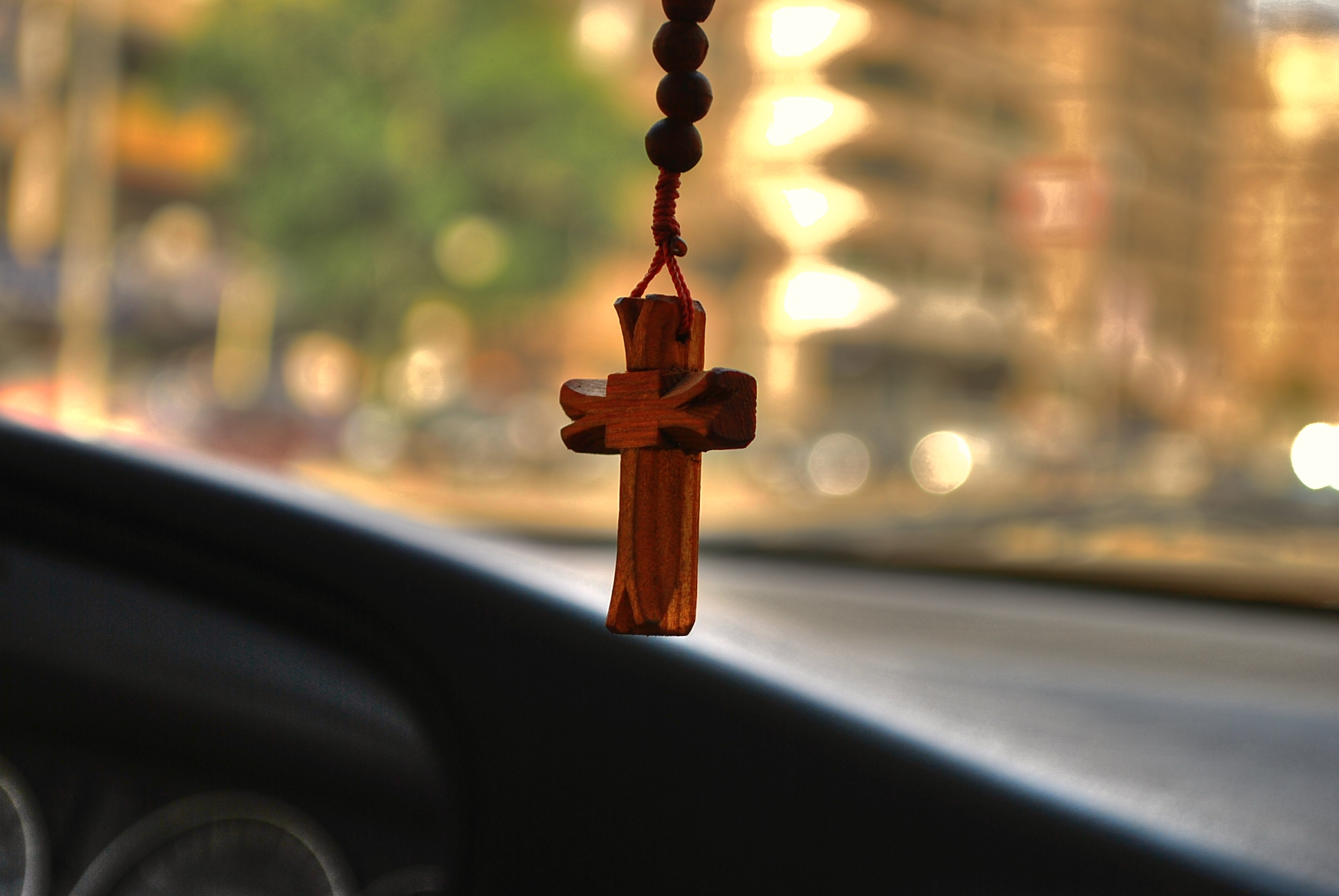
گردنبند صلیب اویزان از اینه عقب یک ماشین
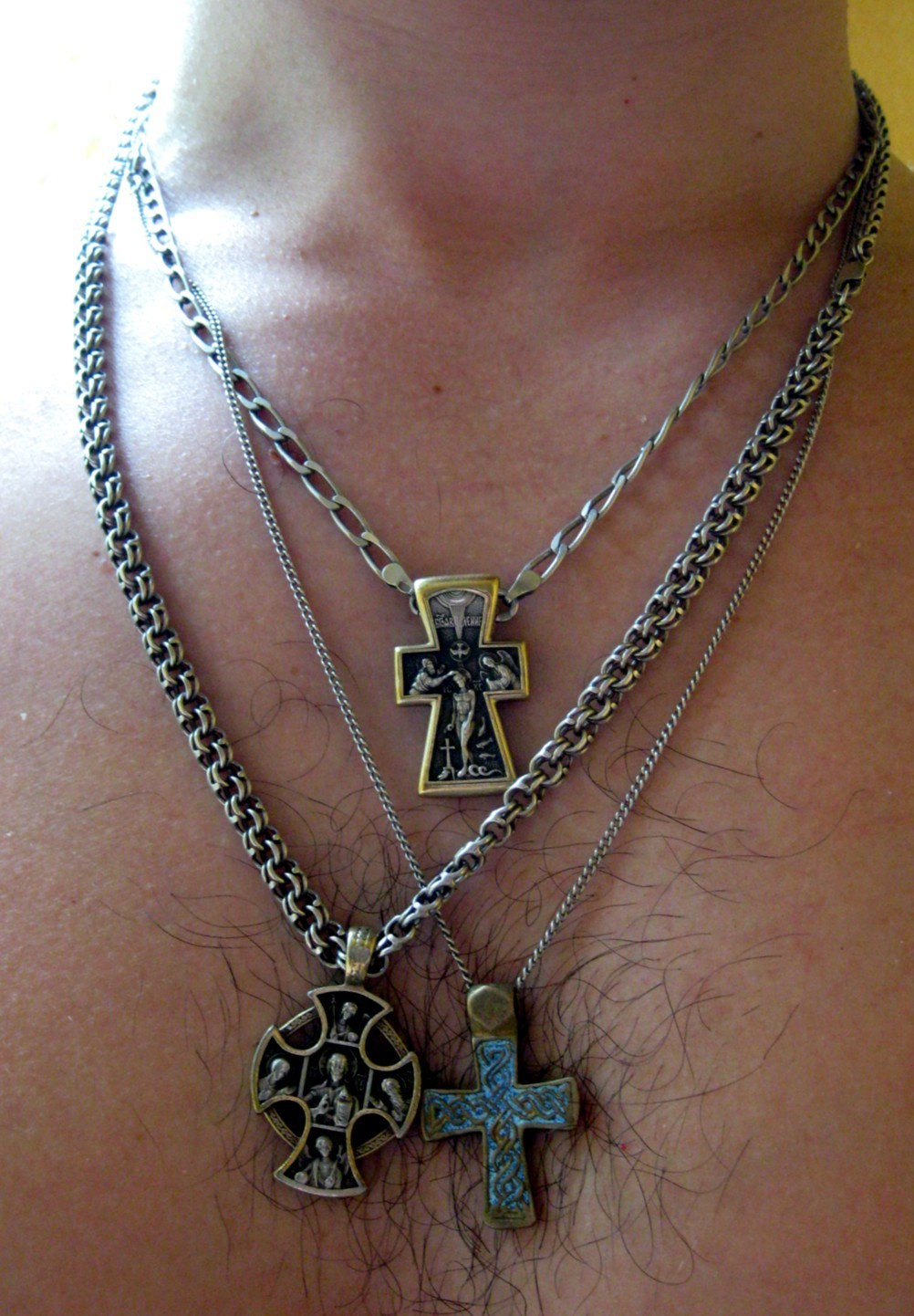
مردی با سه گردنبند صلیب مختلف
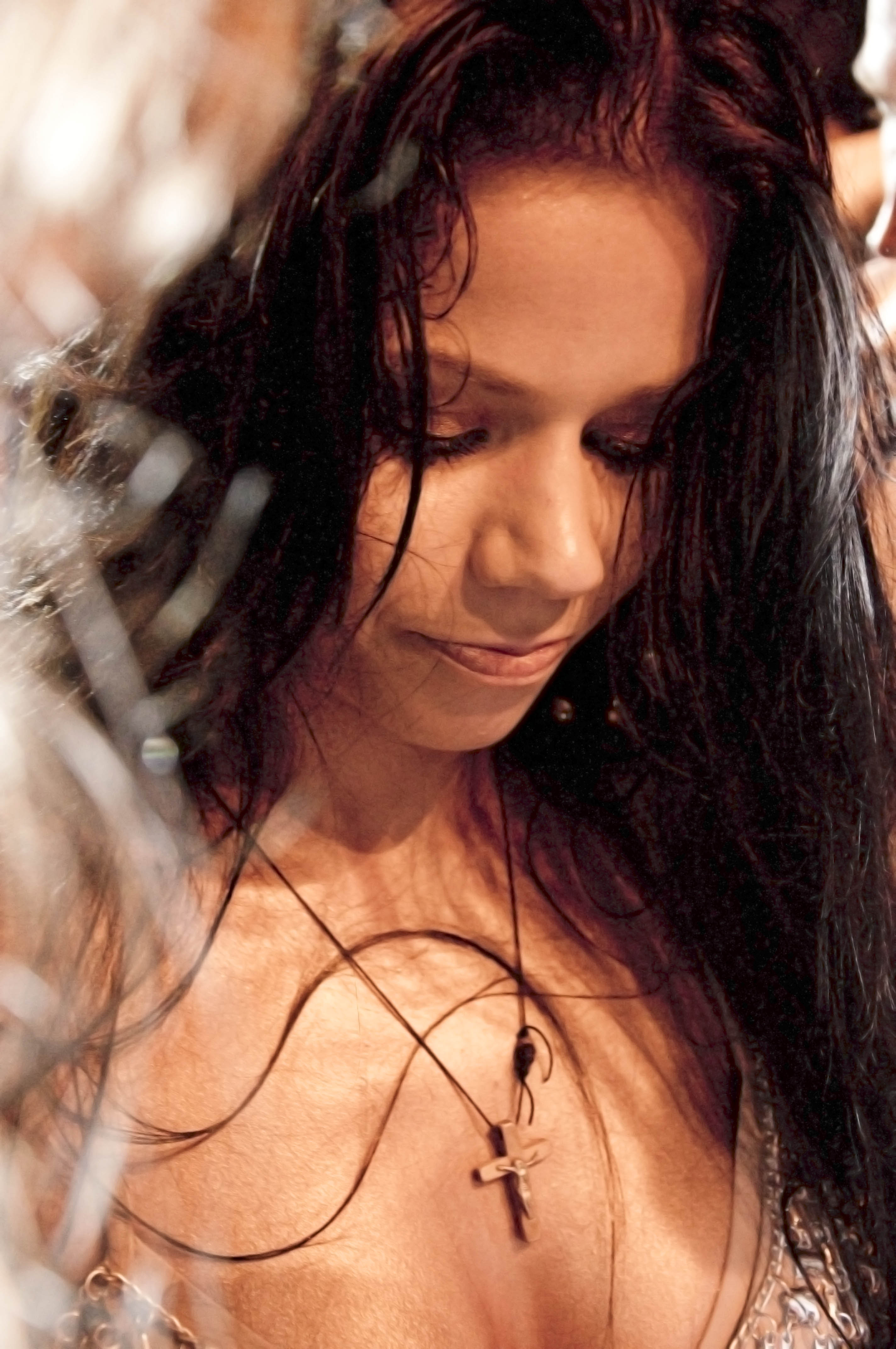
بیانکا با آویز صلیب
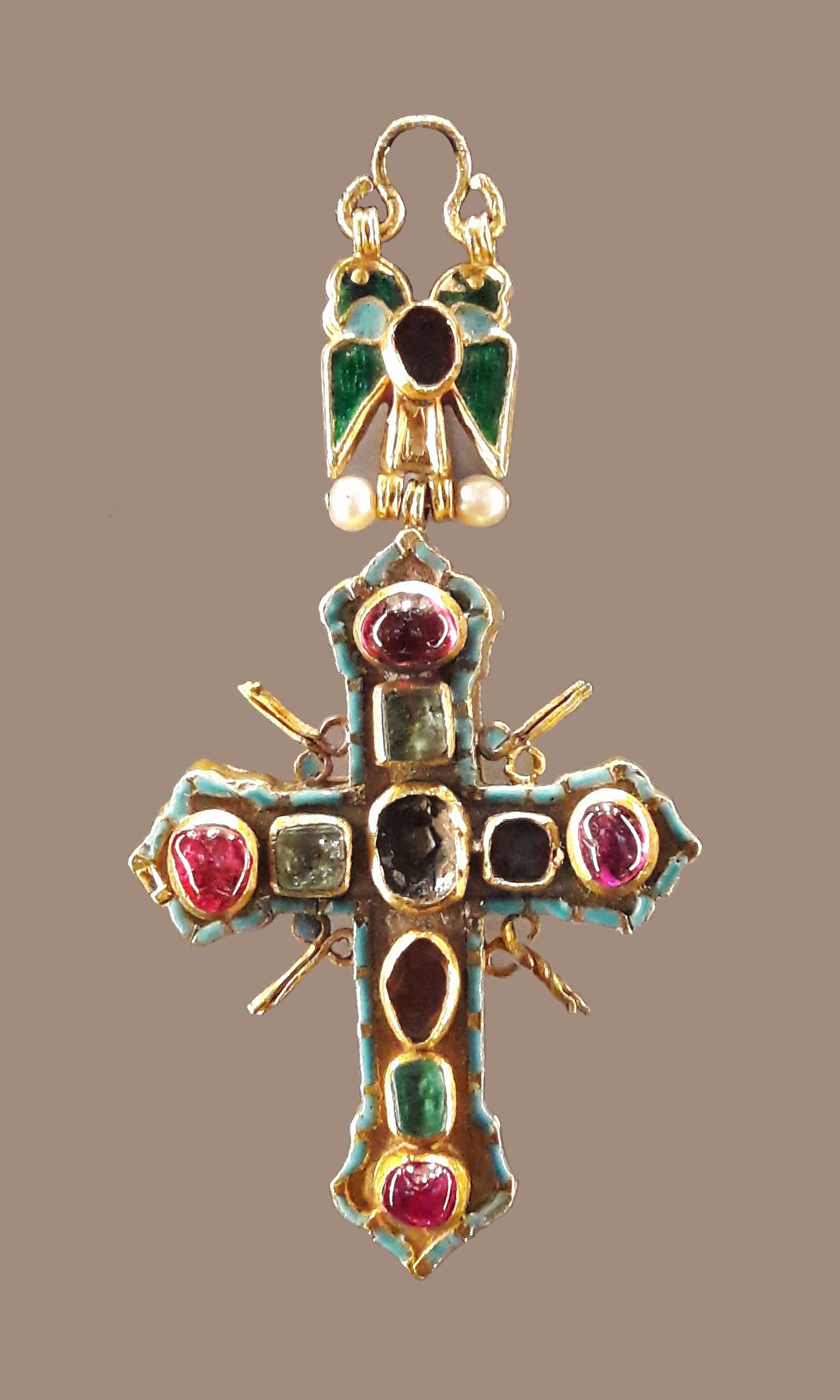
اویز صلیب با عقاب دو سر، ساخته شده در لهستان در اواخر قرن هفدهم
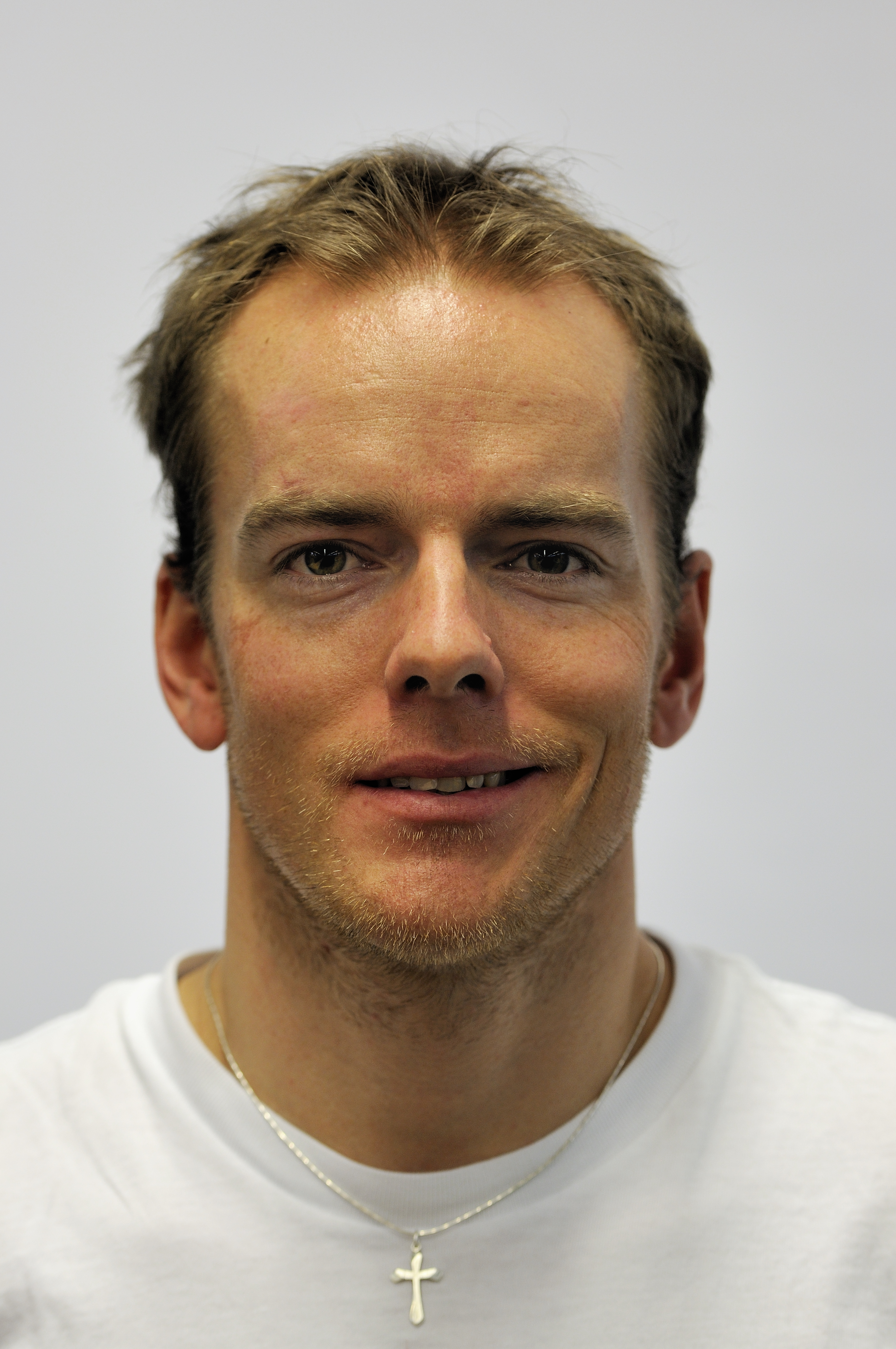
ینس فیلبریش با گردن آویز صلیب
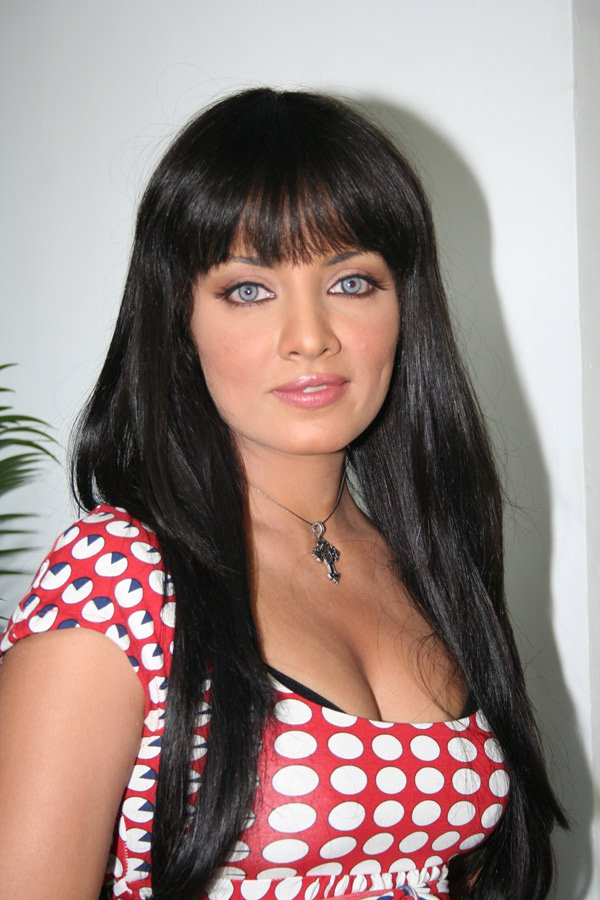
سلینا جایتلی با گردنبند صلیب
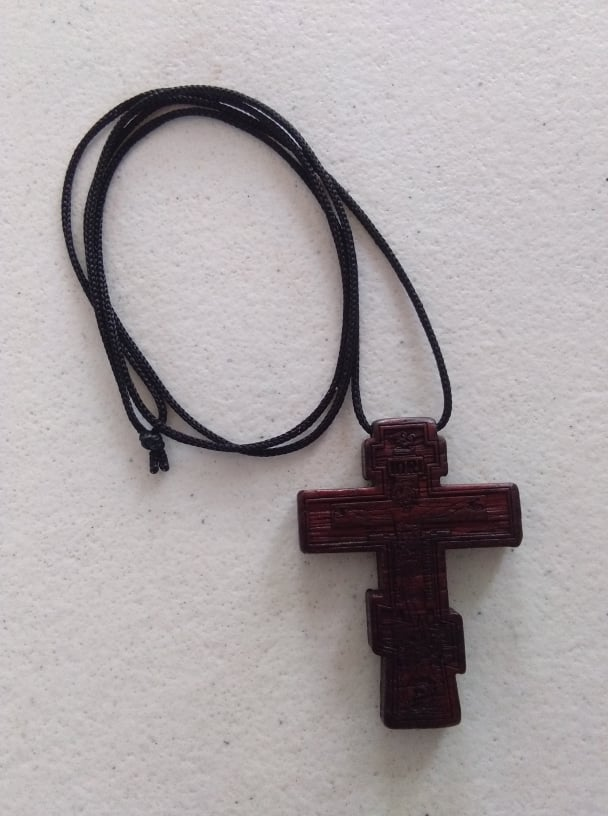
گردنبند صلیب چوبی ارتدوکس شرقی
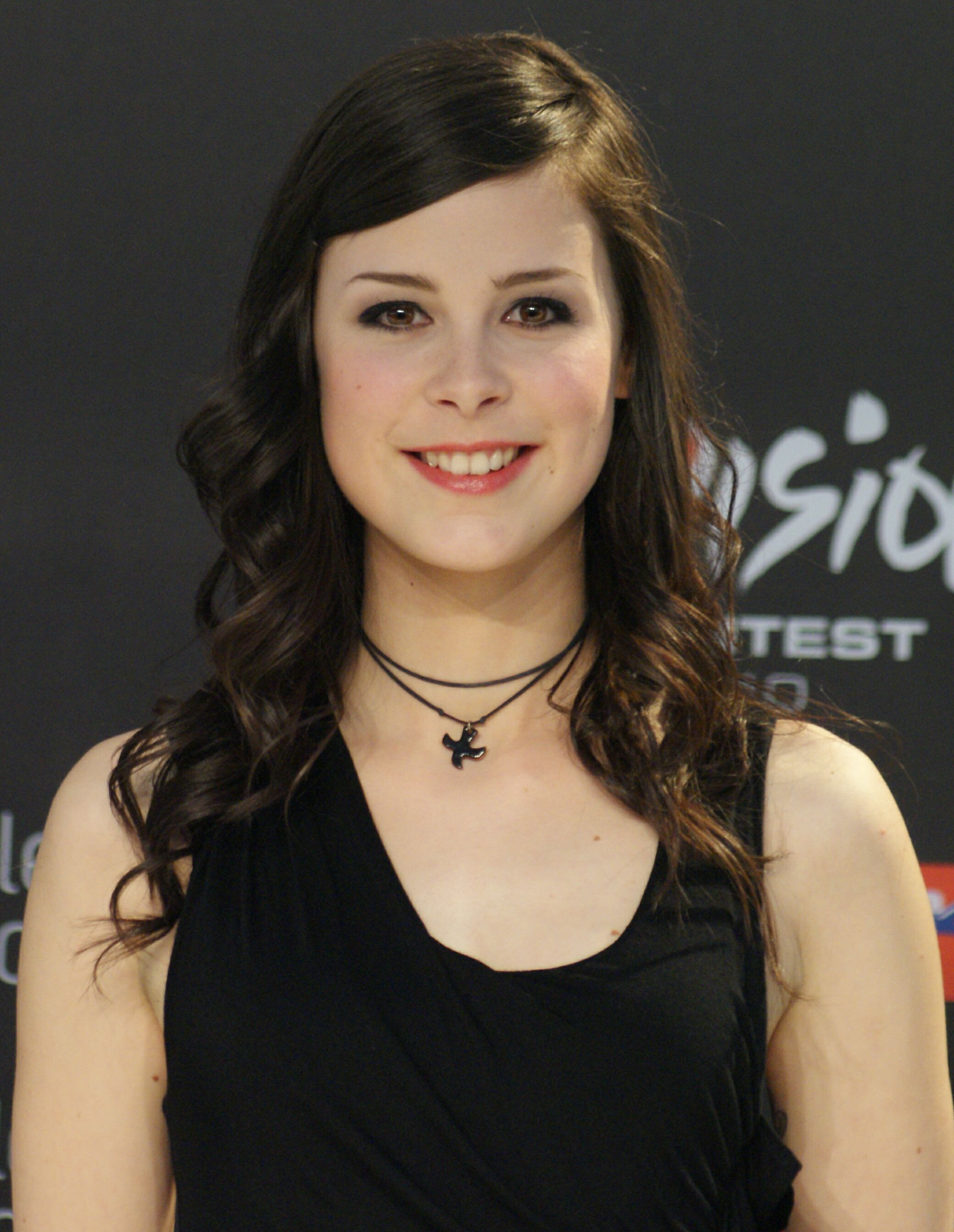
لنا مایر-لاندروت  با آویز صلیب
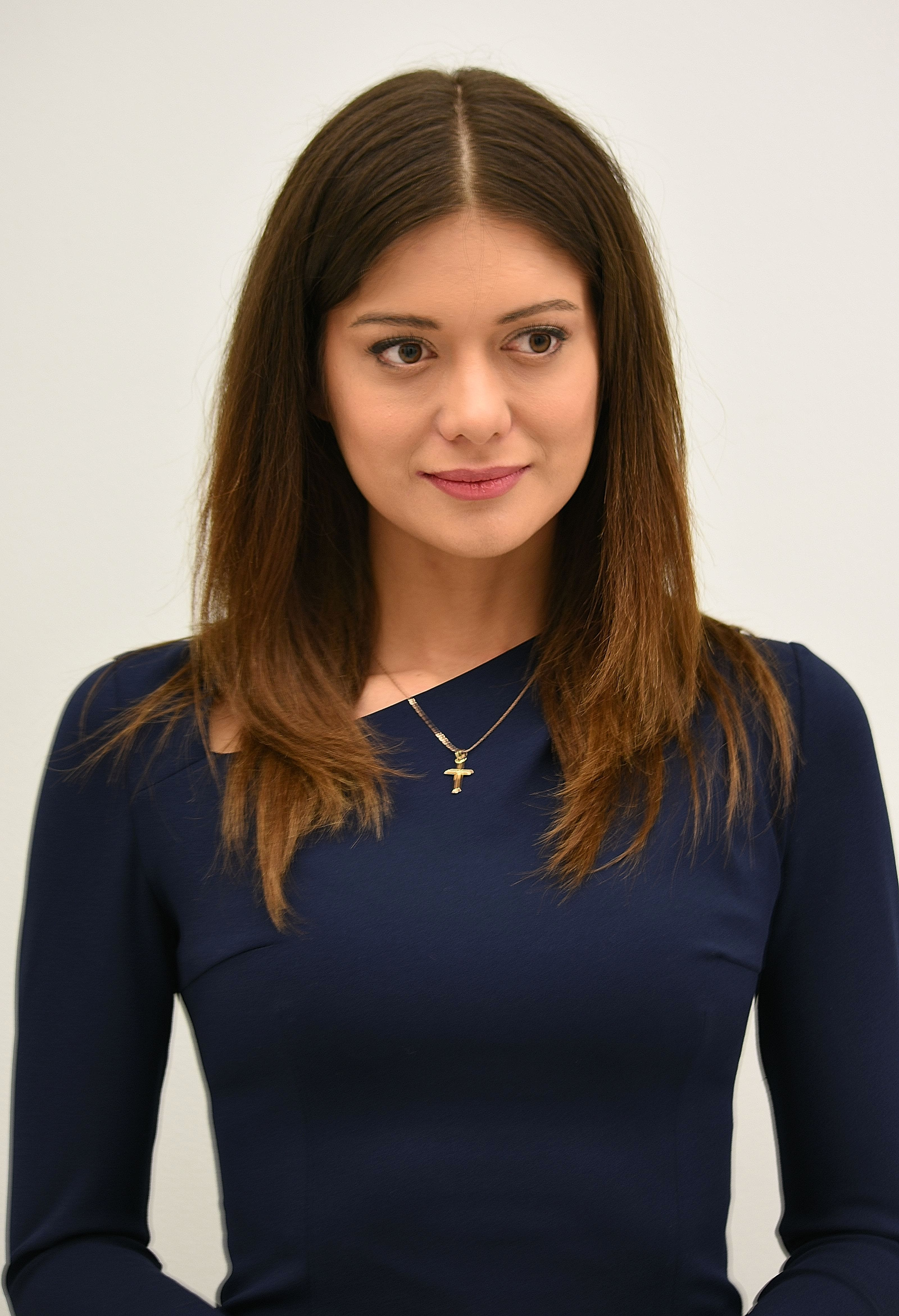
مریم شداد با آویز صلیب
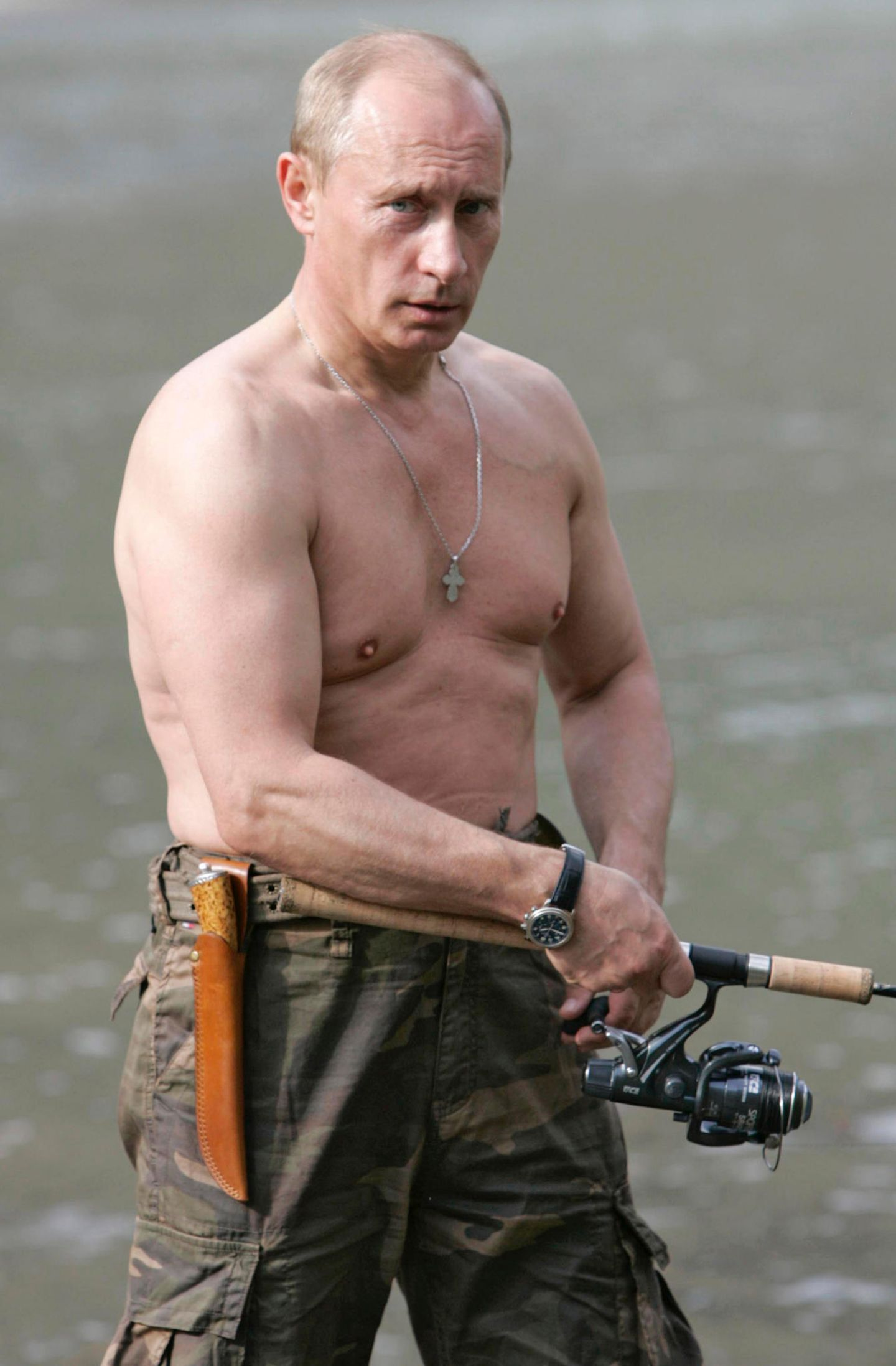
ولادیمیر پوتین با آویز صلیب
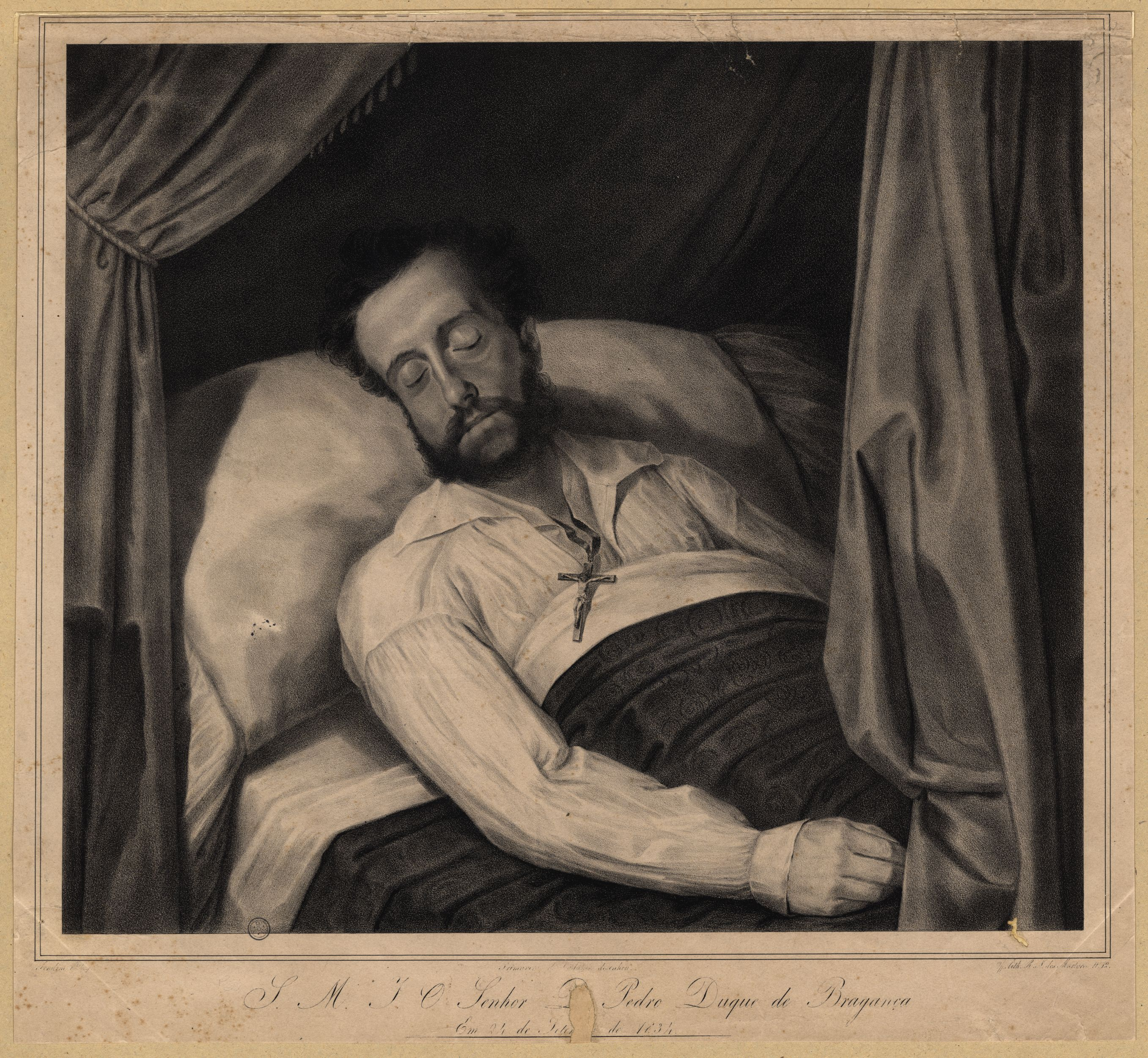
امپراتور پدرو یکم برزیل (همچنین پادشاه پرتغال به عنوان پدرو چهارم) با آویز صلیب در بستر مرگ خود
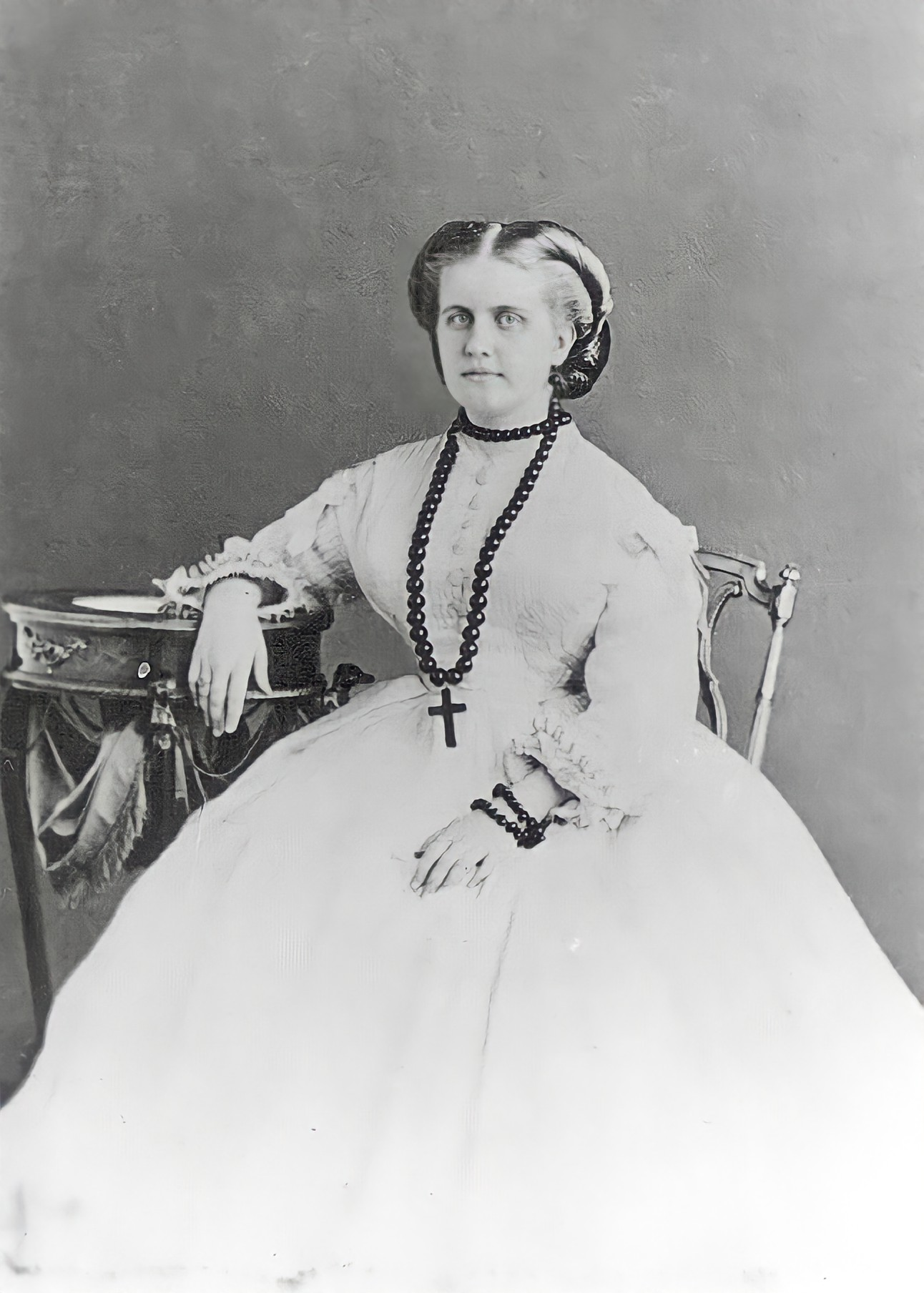
پرنسس لئوپولدینا برزیل با گردنبند صلیب بزرگ